# Ruelle de la Cuiller-à-Pot
La ruelle de la Cuiller-à-Pot (en alsacien : Kochleffelgässel) est une voie de Strasbourg, rattachée administrativement au quartier Gare - Kléber. 
Cette ruelle se trouve au Finkwiller, mais une autre voie du même nom a existé à Strasbourg, une impasse qui donnait dans la rue des Chandelles, sur l'emplacement de l'actuelle rue des Francs-Bourgeois.

## Situation et accès

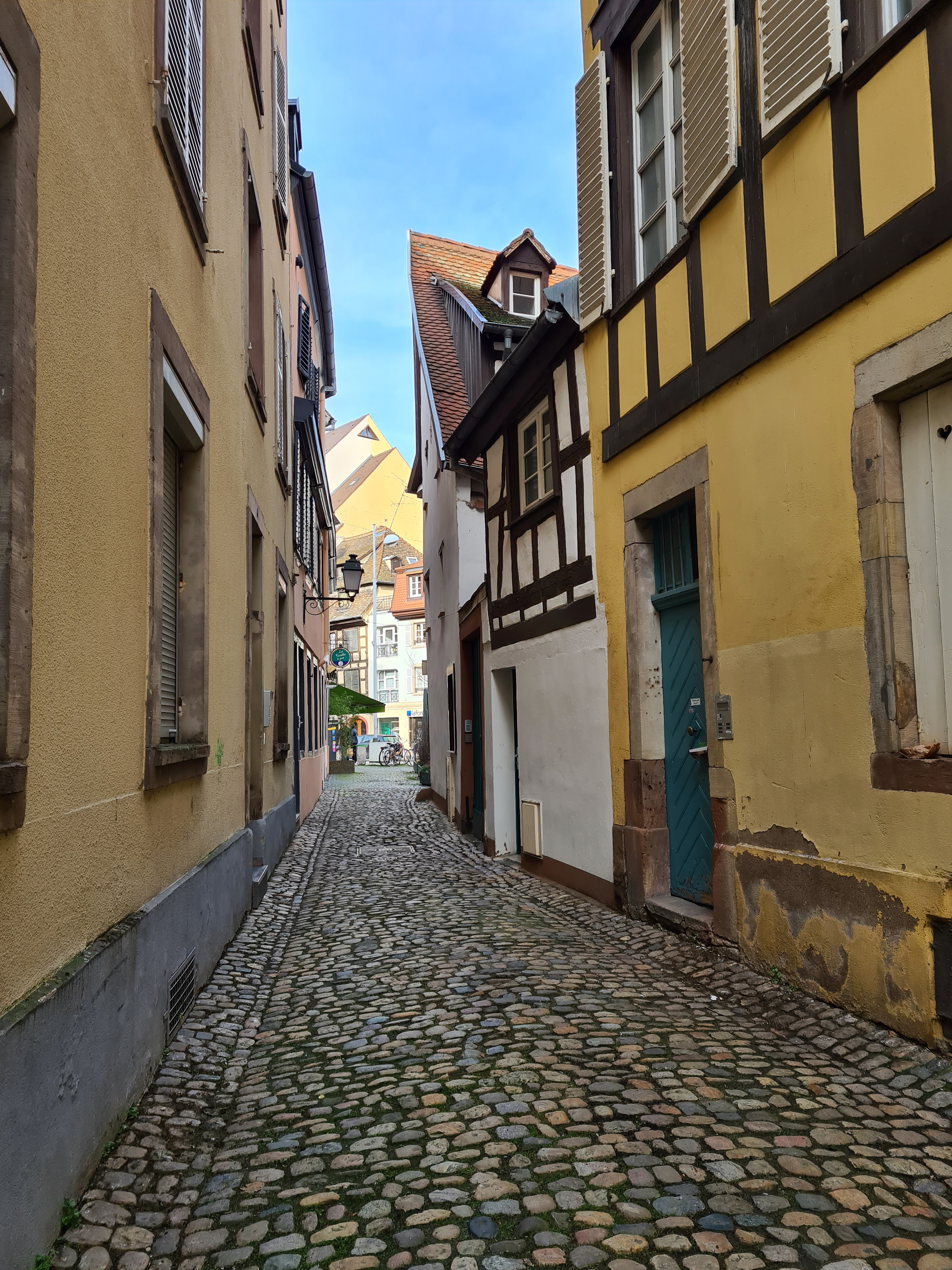
Maisons à colombages, vers la rue Finkwiller.

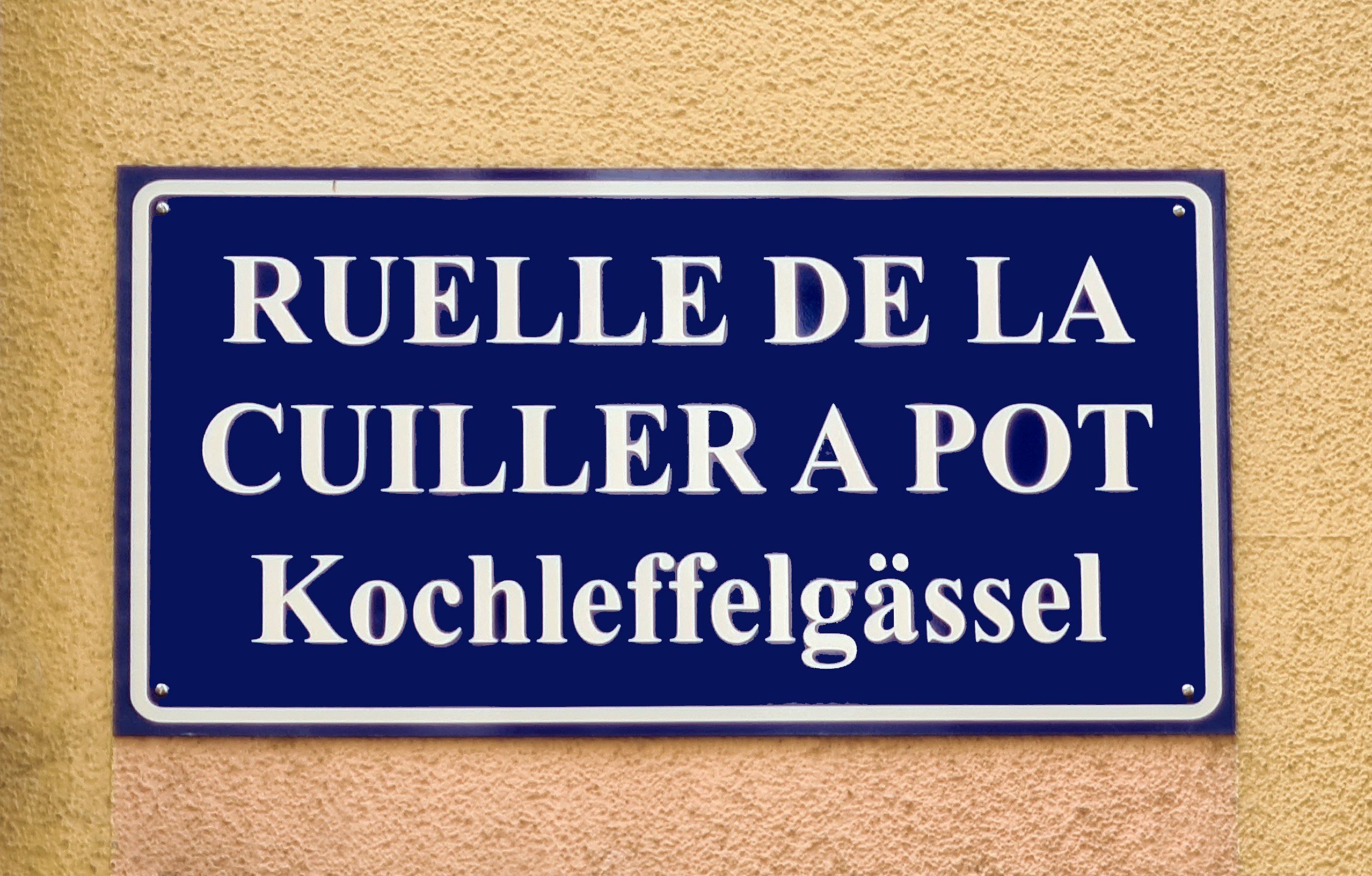
Plaque bilingue, en français et en alsacien.

Située dans le quartier historique Finkwiller, à proximité des Ponts couverts, cette ruelle va de la rue Finkwiller à la rue Saint-Marc. Orientée nord-sud, elle est d'abord relativement parallèle à une autre petite rue, la ruelle du Pâtre, avec laquelle elle a parfois été confondue.

C'est une rue piétonnière.

## Origine du nom
Le nom de Kochlöffelgässchen, apparu en 1767, fait référence à la famille strasbourgeoise Kochlöffel qui, en 1526, avait financé une auberge près du couvent Saint-Marc pour y accueillir des malades syphilitiques. En 1786, une traduction impropre en fait la rue de la Cuiller à Pot, une dénomination reprise en 1817, 1870 et 1918.
 
En 1794, elle devient la rue de Barra, en hommage au jeune volontaire Joseph Bara (ou Barra), tombé héroïquement pendant la guerre de Vendée l'année précédente, à l'âge de 14 ans.

La petite voie devient la ruelle de la Cuiller à Pot en 1817, un nom qu'elle reprendra en 1945. Dans l'intervalle, l'occupation allemande l'avait renommée Kochlöffelgässchen en 1872 et 1940.
À partir de 1995, des plaques de rues bilingues, à la fois en français et en alsacien, sont mises en place par la municipalité lorsque les noms de rue traditionnels étaient encore en usage dans le parler strasbourgeois. Le nom de la voie est alors sous-titré Kochleffelgässel.